# Joseph T. Gregory
Joseph T. Gregory, all'anagrafe Joseph Tracy Gregory (Eureka, 28 luglio 1914 – Houston, 18 novembre 2007), è stato un paleontologo statunitense, sempre accreditato e menzionato con il secondo nome puntato.

## Biografia
Joseph Tracy Gregor nacque a Eureka, California il 28 luglio 1914. Joe è venuto a Berkeley come studente nel 1931 e ha preso corso di paleontologia da professori come Charles Camp e Ralph Chaney. La classe ha ispirato a trasformare il suo interesse giovanile nella Paleontologia, scienza nella quale si sarebbe rivelata in lui una lunga e brillante carriera.
| Controllo di autorità | VIAF (EN) 53017485 · ISNI (EN) 0000 0000 8233 2092 · LCCN (EN) n81121438 · GND (DE) 1161822313 · J9U (EN, HE) 987007381967105171 |